# سندویک
سندویک (به سوئدی: Sandvik) شرکت خدمات مهندسی سوئدی است، که در سال ۱۸۶۲ توسط گوران فردریک گورانسون، در شهر سندویکن تأسیس شده‌است.
شرکت سندویک، یک گروه مهندسی است، که خدماتی مانند ساخت ابزارآلات، تکنولوژی مواد، تجهیزات استخراج معادن و تاسیسات ساخت‌وساز را ارائه می‌دهد. شمار کارکنان این شرکت بیش از ۵۰ هزار نفر بوده که در ۱۳۰ کشور، فعالیت می‌نمایند. گروه سندویک در سال ۲۰۱۱ فروش سالیانه‌ای بالغ بر ۹۴ میلیارد کرون سوئد را داشته‌است.